# Marianne Slot
Marianne Slot   (6 de desembre de 1967) és una productora de cinema francesa d'origen danès especialitzada en pel·lícules internacionals d'art i assaig.

## Trajectòria
L'any 1993 Marianne Slot va fundar la productora cinematogràfica Slot Machine a París amb la convicció que França era el millor lloc per a la creació de coproduccions internacionals. És la productora de l'obra de Lars von Trier des de 1995. Al llarg de la seva trajectòria ha treballat amb diversos cineastes com ara Lucrecia Martel, Bent Hamer, Małgorzata Szumowska, Albertina Carri, Paz Encina, Lisandro Alonso, Emma Dante, Marian Crişan, Juliette Garcias, Yeşim Ustaoğlu, Serguí Loznítsia, Naomi Kawase, Manuel Huerga, Neus Ballús i Benedikt Erlingsson.
Entre els anys 1997 i 2018, Slot va ser la delegada escandinava del Festival Internacional de cinema de Sant Sebastià i ha format part de diversos jurats com el de la Setmana de la Crítica del 72è Festival Internacional de Cinema de Canes. Entre 2013 i 2015 va ser presidenta de l'Aide aux cinémas du monde del Centre national du cinéma et de l’image animée.
Slot és membre de Le Collectif 50/50 i el 2018 va ser una de les 82 dones del món del cinema que van protestar a la catifa vermella de Canes per a denunciar el sexisme present a la indústria cinematogràfica.